# Hinzenbach
Hinzenbach – miejscowość i gmina w Austrii, w kraju związkowym Górna Austria, w powiecie Eferding. Liczy ok. 2 tys. mieszkańców.
W miejscowości znajduje się kompleks Energie AG-SkisprungArena, w skład którego wchodzą cztery skocznie narciarskie – K-85, K-40, K-20 i K-10.